# Wimbledon 2022
De 135e editie van de Wimbledon Championships vond plaats van maandag 27 juni tot en met zondag 10 juli 2022. Voor de vrouwen was dit de 128e editie van het graskampioenschap. Het toernooi werd gespeeld bij de All England Lawn Tennis and Croquet Club in de wijk Wimbledon van de Britse hoofdstad Londen.
Op grond van een beslissing van de Britse Lawn Tennis Association en de All England Club werden spelers uit Rusland en Wit-Rusland niet als deelnemer toegelaten. Aangezien dit tegen de afspraak van 1 maart was, reageerden de tennisbonden ATP, WTA en ITF met de beslissing om op de 2022-editie van Wimbledon geen ranglijstpunten te verlenen.
Het toernooi van 2022 trok een recordaantal van 515.164 toeschouwers.

## Toernooisamenvatting
Bij het mannenenkelspel was de Serviër Novak Đoković titelverdediger. Hij prolongeerde zijn titel.
Het vrouwenenkelspel werd in 2021 gewonnen door de Australische Ashleigh Barty. Dit jaar ging de Kazachse Jelena Rybakina met de trofee naar huis.
Titelverdediger bij het mannendubbelspel was het Kroatische duo Nikola Mektić en Mate Pavić. Dit jaar zegevierden de Australiërs Matthew Ebden en Max Purcell.
Titelhoudsters bij de vrouwen waren de Taiwanese Hsieh Su-wei en de Belgische Elise Mertens. De Tsjechische veteranen Barbora Krejčíková en Kateřina Siniaková eisten dit jaar de titel op.
Titelverdedigers in het gemengd dubbelspel waren de Amerikaanse Desirae Krawczyk en de Brit Neal Skupski. Zij prolongeerden hun titel.
De Nederlandse Diede de Groot schreef voor de vierde maal de Wimbledon-enkelspeltitel op haar naam bij de rolstoelvrouwen. Haar landgenoot Sam Schröder won het toernooi voor de eerste keer, in de categorie quad. Op dezelfde dag won Schröder samen met landgenoot Niels Vink ook de dubbelspeltitel in deze categorie.

## Toernooikalender
Voor het eerst in de geschiedenis van Wimbledon werd de middelste zondag niet meer als rustdag gepland, maar ingeroosterd voor het spelen van wedstrijden. Nieuw was ook, dat de tweede dinsdag niet langer "ladies' day" was; op dinsdag en woensdag werden zowel mannen- als vrouwenpartijen gespeeld.
| Wimbledon          | juni 2022 | juni 2022 | juni 2022 | juni 2022 | juli 2022 | juli 2022 | juli 2022 | juli 2022   | juli 2022    | juli 2022   | juli 2022    | juli 2022    | juli 2022 | juli 2022 |
| Wimbledon          | maa 27    | din 28    | woe 29    | don 30    | vrĳ 1     | zat 2     | zon 3     | maa 4       | din 5        | woe 6       | don 7        | vrĳ 8        | zat 9     | zon 10    |
| ------------------ | --------- | --------- | --------- | --------- | --------- | --------- | --------- | ----------- | ------------ | ----------- | ------------ | ------------ | --------- | --------- |
| mannenenkelspel    | 1e ronde  | 1e ronde  | 2e ronde  | 2e ronde  | 3e ronde  | 3e ronde  | 4e ronde  | 4e ronde    | kwartfinale  | kwartfinale |              | halve finale |           | finale    |
| vrouwenenkelspel   | 1e ronde  | 1e ronde  | 2e ronde  | 2e ronde  | 3e ronde  | 3e ronde  | 4e ronde  | 4e ronde    | kwartfinale  | kwartfinale | halve finale |              | finale    |           |
| mannendubbelspel   |           |           | 1e ronde  | 1e ronde  | 2e ronde  | 2e ronde  | 3e ronde  | 3e ronde    | kwartfinale  | kwartfinale | halve finale |              | finale    |           |
| vrouwendubbelspel  |           |           | 1e ronde  | 1e ronde  | 2e ronde  | 2e ronde  | 3e ronde  | 3e ronde    | kwartfinale  | kwartfinale |              | halve finale |           | finale    |
| gemengd dubbelspel |           |           |           |           | 1e ronde  | 1e ronde  | 2e ronde  | kwartfinale | halve finale |             | finale       |              |           |           |

## Opzet
De volgende toernooien werden georganiseerd (aantal spelers c.q. teams vermeld tussen haakjes):
Hoofdtoernooien
- Mannenenkelspel (128 spelers)
- Vrouwenenkelspel (128 speelsters)
- Mannendubbelspel (64 teams)
- Vrouwendubbelspel (64 teams)
- Gemengd dubbelspel (32 teams)

Kwalificatietoernooien
- Mannenenkelspel (128 spelers)
- Vrouwenenkelspel (128 speelsters)

Juniorentoernooien
- Jongensenkelspel (64 spelers)
- Meisjesenkelspel (64 speelsters)
- Jongensdubbelspel (32 teams)
- Meisjesdubbelspel (32 teams)

Rolstoeltoernooien
- Mannenenkelspel (8 spelers)
- Vrouwenenkelspel (8 speelsters)
- Mannendubbelspel (4 teams)
- Vrouwendubbelspel (4 teams)
- Quad-enkelspel (8 spelers)
- Quad-dubbelspel (4 teams)

Invitatietoernooien (senioren)
- Mannendubbelspel (8 teams)
- Vrouwendubbelspel (8 teams)
- Gemengd dubbelspel (8 teams)

Jeugdtoernooien
- Jongens t/m 14 jaar enkelspel (16 spelers)
- Meisjes t/m 14 jaar enkelspel (16 speelsters)

De meeste toernooien werden afgewerkt volgens het knock-outsysteem, met uitzondering van de invitatietoernooien en de jeugdtoernooien (t/m 14 jaar) waarbij om te beginnen een groepsfase plaatsvond, gevolgd door een finale.
De wedstrijden van het mannenenkelspel en mannendubbelspel werden gespeeld om drie gewonnen sets (best of five). De wedstrijden van het vrouwenenkelspel, vrouwendubbelspel, gemengd dubbelspel, jongens- & meisjesenkelspel en van alle rolstoeltoernooien werden gespeeld om twee gewonnen sets (best of three). Bij deze toernooien werd in de beslissende set bij een stand van 6–6 een supertiebreak (tot 10 punten) gespeeld. De wedstrijden van het jongens- & meisjesdubbelspel, het jongens- & meisjesenkelspel t/m 14 jaar en het mannen-, vrouwen- & gemengd invitatiedubbelspel werden gespeeld om twee gewonnen sets (best of three), met een match-tiebreak bij een stand van 1–1 in sets.
De kwalificatiewedstrijden voor het mannen- en vrouwenenkelspel werden de week voorafgaand van het hoofdtoernooi gespeeld op de grasbanen van het Bank of England Sports Centre in de Londense wijk Roehampton. De kwalificatiewedstrijden werden op een externe locatie gespeeld om de grasbanen van de AELTC te ontzien. De kwalificaties bestonden uit drie ronden. Zestien mannen en zestien vrouwen konden zich kwalificeren voor de hoofdtoernooien. De kwalificatiewedstrijden in het mannen- en vrouwenenkelspel werden gespeeld om twee gewonnen sets (best of three) met een supertiebreak bij een stand van 6–6 in de beslissende set, met uitzondering van de derde kwalificatieronde van het mannenenkelspel, waar om drie gewonnen sets (best of five) werd gespeeld.

### Wijzigingen
Supertiebreak in de beslissende set bij 6–6
In 2022 besloot de AELTC in gezamenlijkheid met de drie andere grandslamtoernooien om bij alle grandslamtoernooien dezelfde regels te hanteren voor de beslissende set. In de beslissende set wordt vanaf 2022 bij een stand van 6–6 een supertiebreak (tot 10 punten) gespeeld. In 2019 en 2021 werd op Wimbledon een supertiebreak gespeeld bij een stand van 12–12 in de beslissende set. In de jaren daarvoor moest in de beslissende set met twee games verschil gewonnen worden.
Gemengd dubbelspel: de finale is verplaatst naar de tweede donderdag en het deelnemersveld is verkleind
De gemengd-dubbelspelfinale, die vanaf de introductie in 1913 tot en met 2021 traditioneel op de laatste dag van het toernooi werd gehouden, werd in 2022 in de programmering vervroegd naar de tweede donderdag van het toernooi. Hiermee ontstond op de laatste zondag ruimte om de vrouwendubbelspelfinale op die dag te programmeren. Om deze nieuwe programmering te kunnen realiseren, werd het deelnemersveld van het gemengd dubbelspel teruggebracht van 48 naar 32 teams – het aantal te spelen ronden ging daarmee van zes naar vijf.
Het tijdschema stuitte op kritiek van Andy Murray, die voorstander was van een latere inschrijfdatum, waardoor meer enkelspelspelers (die in een vroege ronde zijn uitgeschakeld) zich zouden inschrijven voor het gemengd dubbelspel.

## Enkelspel
|                                      |  |                                          |
| Winnaar bij de mannen, Novak Đoković |  | Winnares bij de vrouwen, Jelena Rybakina |

### Mannen
Titelverdediger was de Serviër Novak Đoković. Hij slaagde erin, zijn titel te verlengen. Daarmee won hij zijn zevende Wimbledon-titel, de 21e grandslamtitel in totaal.

### Vrouwen
De Australische titelhoudster Ashleigh Barty kwam haar titel niet verdedigen, omdat zij ondertussen haar loopbaan had beëindigd. In de finale kon Jelena Rybakina uit Kazachstan na een verloren eerste set toch nog zegevieren over de Tunesische Ons Jabeur. Aldus won Rybakina haar eerste grandslamtitel.

## Dubbelspel

### Mannen
Het duo dat vorige keer won, waren de Kroaten Nikola Mektić en Mate Pavić. Ook dit jaar bereikten zij weer de finale, maar daar moesten zij in een vijfsetter van 4 uur en 11 minuten hun meerdere erkennen in het Australische duo Matthew Ebden en Max Purcell.

### Vrouwen
Titelhoudsters waren de Taiwanese Hsieh Su-wei en de Belgische Elise Mertens. Van hen kwam alleen Mertens haar titel verdedigen; dat deed zij met de Chinese Zhang Shuai aan haar zijde. Mertens en Zhang bereikten de finale, waar zij evenwel werden overklast door Barbora Krejčíková en Kateřina Siniaková. Dit ervaren Tsjechische duo won de Wimbledon-titel voor de tweede keer, hun vijfde grandslamtitel in totaal.

### Gemengd
Titelverdedigers waren Desirae Krawczyk (VS) en Neal Skupski (VK). Zij prolongeerden hun titel.

## Kwalificatietoernooi
Algemene regels – Aan het hoofdtoernooi (enkelspel) deden bij de mannen en vrouwen elk 128 tennissers mee. De 104 beste mannen en 104 beste vrouwen van de wereldranglijst die zich inschreven werden rechtstreeks toegelaten. Acht mannen en acht vrouwen kregen van de organisatie een wildcard. Voor de overige ingeschrevenen resteerden dan nog zestien plaatsen bij de mannen en zestien plaatsen bij de vrouwen in het hoofdtoernooi – deze plaatsen werden via het kwalificatietoernooi ingevuld. Aan dit kwalificatietoernooi deden nog eens 128 mannen en 128 vrouwen mee.
De kwalificatiewedstrijden werden gespeeld op het Bank of England Sports Centre in Roehampton van maandag 20 tot en met donderdag 23 juni 2022.
De volgende deelnemers aan het kwalificatietoernooi wisten zich een plaats te veroveren in de hoofdtabel:

### Mannenenkelspel
- Radu Albot
- Enzo Couacaud
- Christian Harrison
- Marc-Andrea Hüsler
- Lukáš Klein
- Michail Koekoesjkin
- Jason Kubler
- Nicola Kuhn
- Maximilian Marterer
- Dennis Novak
- Max Purcell
- Alexander Ritschard
- Lukáš Rosol
- Jack Sock
- Andrea Vavassori
- Bernabé Zapata Miralles

Lucky losers
- Nuno Borges
- Hugo Grenier
- Zdeněk Kolář
- Stefan Kozlov
- Elias Ymer

### Vrouwenenkelspel
- Emina Bektas
- Mirjam Björklund
- Louisa Chirico
- Maja Chwalińska
- Fernanda Contreras
- Jana Fett
- Jaimee Fourlis
- Catherine Harrison
- Zoe Hives
- Mai Hontama
- Maddison Inglis
- Katarzyna Kawa
- Christina McHale
- Nastasja Schunk
- Astra Sharma
- Yanina Wickmayer

Lucky losers
- Lesley Pattinama-Kerkhove
- Coco Vandeweghe
- Yuan Yue

## Junioren
Meisjesenkelspel

Finale: Liv Hovde (VS) won van Luca Udvardy (Hongarije) met 6-3, 6-4
Meisjesdubbelspel

Finale: Rose Marie Nijkamp (Nederland) en Angella Okutoyi (Kenia) wonnen van Kayla Cross (Canada) en Victoria Mboko (Canada) met 3-6, 6-4, [11-9]
Meisjesenkelspel onder 14 jaar

Finale: Alexia Ioana Tatu (Roemenië) won van Andreea Diana Soare (Roemenië) met 7-6, 6-4
Jongensenkelspel

Finale: Mili Poljičak (Kroatië) won van Michael Zheng (VS) met 7-6, 7-6
Jongensdubbelspel

Finale: Sebastian Gorzny (VS) en Alex Michelsen (VS) wonnen van Gabriël Debru (Frankrijk) en Paul Inchauspé (Frankrijk) met 7-6, 6-3
Jongensenkelspel onder 14 jaar

Finale: Cho Se-hyuk (Zuid-Korea) won van Carel Aubriel Ngounoue (VS) met 7-6, 6-3

## Rolstoeltennis
Rolstoelvrouwenenkelspel

Finale: Diede de Groot (Nederland) won van Yui Kamiji (Japan) met 6-4, 6-2
Rolstoelvrouwendubbelspel

Finale: Yui Kamiji (Japan) en Dana Mathewson (VS) wonnen van Diede de Groot (Nederland) en Aniek van Koot (Nederland) met 6-1, 7-5
Rolstoelmannenenkelspel

Finale: Shingo Kunieda (Japan) won van Alfie Hewett (VK) met 4-6, 7-5, 7-6
Rolstoelmannendubbelspel

Finale: Gustavo Fernández (Argentinië) en Shingo Kunieda (Japan) wonnen van Alfie Hewett (VK) en Gordon Reid (VK) met 6-3, 6-1
Quad-enkelspel

Finale: Sam Schröder (Nederland) won van Niels Vink (Nederland) met 7-6, 6-1
Quad-dubbelspel

Finale: Sam Schröder (Nederland) en Niels Vink (Nederland) wonnen van Andy Lapthorne (VK) en David Wagner (VS) met 6-7, 6-2, 6-3

## Toeschouwersaantallen en bezoekerscapaciteit
|           |        | Eerste week |         | Tweede week |
| --------- | ------ | ----------- | ------- | ----------- |
| Maandag   |        | 36.603      |         | 41.463      |
| Dinsdag   | 39.450 | 37.927      |         |             |
| Woensdag  | 38.520 | 37.448      |         |             |
| Donderdag | 38.620 | 30.160      |         |             |
| Vrijdag   | 42.173 | 31.414      |         |             |
| Zaterdag  | 42.561 | 30.117      |         |             |
| Zondag    | 39.427 | 29.281      |         |             |
| Totaal    |        | 515.164     | 515.164 | 515.164     |

| Baan                           | Zitplaatsen                    |                                | Baan                           | Zitplaatsen |
| ------------------------------ | ------------------------------ | ------------------------------ | ------------------------------ | ----------- |
| Centre Court                   | 14.974                         |                                | Court No. 9                    | –           |
| Court No. 1                    | 12.345                         | Court No. 10                   | –                              |             |
| Court No. 2                    | 4.063                          | Court No. 11                   | 170                            |             |
| Court No. 3                    | 1.980                          | Court No. 12                   | 1.736                          |             |
| Court No. 4                    | 170                            | Court No. 14                   | 318                            |             |
| Court No. 5                    | –                              | Court No. 15                   | 318                            |             |
| Court No. 6                    | –                              | Court No. 16                   | –                              |             |
| Court No. 7                    | 114                            | Court No. 17                   | –                              |             |
| Court No. 8                    | 170                            | Court No. 18                   | 782                            |             |
| Totaal zitplaatsen             | Totaal zitplaatsen             | Totaal zitplaatsen             | Totaal zitplaatsen             | 37.140      |
|                                |                                |                                |                                |             |
| Bezoekerscapaciteit tennispark | Bezoekerscapaciteit tennispark | Bezoekerscapaciteit tennispark | Bezoekerscapaciteit tennispark | 42.000      |

## Uitzendrechten
In Nederland was Wimbledon te zien bij de officiële rechtenhouder Eurosport, die het toernooi uitzond via de lineaire sportkanalen Eurosport 1 en Eurosport 2 en via de online streamingdienst, de Eurosport Player. Daarnaast werd Wimbledon uitgezonden door Ziggo Sport (beschikbaar voor klanten van tv-aanbieder Ziggo) en betaalzender Ziggo Sport Totaal. Hiervoor werd een sublicentie gebruikt die bij Eurosport is gekocht. De sublicentie hield in dat Ziggo Sport alle wedstrijden van alle banen live mocht uitzenden, behalve de wedstrijd die op Eurosport werd uitgezonden. Eurosport had altijd de eerste keuze welke wedstrijden live uitgezonden werden. De halve finales en finales van de mannen en de vrouwen werden zowel op Eurosport als op Ziggo Sport uitgezonden.
Verder kon het toernooi ook gevolgd worden bij de Britse publieke omroep BBC, waar uitgebreid live-verslag werd gedaan op de zenders BBC One en BBC Two.